# Herrarnas C-2 i slalom i kanotsport vid olympiska sommarspelen 2004
Herrarnas C-2 slalom vid olympiska sommarspelen 2004 hölls på Helliniko Olympic Complex i Aten. 

## Medaljörer
| Gren       | Guld                                                | Silver                                  | Brons                                      |
| C2, slalom | Slovakien Pavol Hochschorner and Peter Hochschorner | Tyskland Marcus Becker and Stefan Henze | Tjeckien Jaroslav Volf and Ondřej Štěpánek |

## Resultat
| Placering | Namn                                          | Inledande omgång | Inledande omgång | Inledande omgång | Inledande omgång | Semifinal | Semifinal | Final  | Final  |
| Placering | Namn                                          | Åk 1             | Åk 2             | Totalt           | Placering        | Tid       | Placering | Tid    | Totalt |
| --------- | --------------------------------------------- | ---------------- | ---------------- | ---------------- | ---------------- | --------- | --------- | ------ | ------ |
| Gold      | Pavol Hochschorner & Peter Hochschorner (SVK) | 100.13           | 100.91           | 201.04           | 1                | 101.29    | 1         | 105.87 | 207.16 |
| Silver    | Marcus Becker & Stefan Henze (GER)            | 108.35           | 107.21           | 215.56           | 5                | 106.32    | 4         | 104.66 | 210.98 |
| Bronze    | Jaroslav Volf & Ondřej Štěpánek (CZE)         | 108.10           | 106.25           | 214.35           | 3                | 106.22    | 3         | 106.64 | 212.86 |
| 4         | Christian Bahmann & Michael Senft (GER)       | 116.01           | 114.58           | 230.59           | 9                | 107.01    | 6         | 106.44 | 213.45 |
| 5         | Philippe Quemerais & Yann Le Pennec (FRA)     | 105.29           | 110.04           | 215.33           | 4                | 105.79    | 2         | 111.00 | 216.79 |
| 6         | Andrea Benetti & Erik Masoero (ITA)           | 116.32           | 121.83           | 238.15           | 10               | 106.40    | 5         | 113.66 | 220.06 |
|           |                                               |                  |                  |                  |                  |           |           |        |        |
| 7         | Marek Jiras & Tomáš Máder (CZE)               | 110.66           | 118.33           | 228.99           | 8                | 110.35    | 7         |        |        |
| 8         | Matt Taylor & Joe Jacobi (USA)                | 116.01           | 107.42           | 223.43           | 6                | 111.14    | 8         |        |        |
| 9         | Stuart Bowman & Nick Smith (GBR)              | 102.25           | 111.16           | 213.41           | 2                | 114.02    | 9         |        |        |
| 10        | Marcin Pochwała & Paweł Sarna (POL)           | 113.86           | 112.79           | 226.65           | 7                | 119.78    | 10        |        |        |
|           |                                               |                  |                  |                  |                  |           |           |        |        |
| 11        | Chen Fubin & Tian Qin (CHN)                   | 123.64           | 125.02           | 248.66           | 11               |           |           |        |        |
| 12        | Mark Bellofiore & Lachie Milne (AUS)          | 114.07           | 164.29           | 278.36           | 12               |           |           |        |        |